# ドーソン郡 (テキサス州)
ドーソン郡（ドーソンぐん、英: Dawson County）は、アメリカ合衆国テキサス州の西部に位置する郡である。2010年国勢調査での人口は13,833人であり、2000年の14,985人から7.7%減少した。郡庁所在地はラミーサ市（人口9,422人）であり、同郡で人口最大の都市でもある。ドーソン郡は1876年に設立され、郡名はテキサス革命の軍人だったニコラス・モスビー・ドーソンに因んで名付けられた。

## 歴史
1943年、ドーソン郡の農夫アブナー・スプラベリーが所有する土地で掘削が行われ、石油が発見された。この油田にはスプラベリーに因んでスプラベリー・トレンドと名付けられ、埋蔵量ではアメリカ合衆国でも3番目に大きなものとなった。油田の大半は南側にある郡部に入っているが、小部分がドーソン郡内にある。実際に石油の汲み出しが始まったのは1949年からであり、1951年にはミッドランドの町を中心に石油ブームが起こった。
ドーソン郡政委員を1955年から1985年まで30年間務めたJ・E・エアハートが2007年に死んだ。エアハートは農夫かつ牧場主でもあり、郡の家畜と祭のための納屋や一般用途空港の建設および多くの道路改良のために働いた。北のオドネルから南のアッカリーを繋ぐアメリカ国道87号線の通行権交渉でも成果を挙げた。州内の全ての郡と同様に、郡内4つの選挙区から各1人の郡政委員が選出され、郡全体から1人の判事が選出されるようになっており、その判事が郡政管理の長になっている。

## 地理
アメリカ合衆国国勢調査局に拠れば、郡域全面積は902平方マイル (2,336.2 km2)であり、事実上すべてが陸地である。

### 主要高規格道路
- アメリカ国道87号線
- アメリカ国道180号線
- テキサス州道83号線
- テキサス州道137号線

### 隣接する郡
- リン郡 - 北
- ボーデン郡 - 東
- マーティン郡 - 南
- ゲインズ郡 - 西
- テリー郡 - 北西

## 人口動態
以下は2000年の国勢調査による人口統計データである。
| 基礎データ - 人口: 14,985人 - 世帯数: 4,726 世帯 - 家族数: 3,501 家族 - 人口密度: 6人/km2（17人/mi2） - 住居数: 5,500軒 - 住居密度: 2軒/km2（6軒/mi2） 人種別人口構成 - 白人: 72.47% - アフリカン・アメリカン: 8.66% - ネイティブ・アメリカン: 0.30% - アジア人: 0.25% - その他の人種: 16.56% - 混血: 1.77% - ヒスパニック・ラテン系: 48.19% 年齢別人口構成 - 18歳未満: 25.6% - 18-24歳: 8.9% - 25-44歳: 30.7% - 45-64歳: 20.5% - 65歳以上: 14.3% - 年齢の中央値: 36歳 - 性比（女性100人あたり男性の人口） - 総人口: 124.3 - 18歳以上: 129.9 | 世帯と家族（対世帯数） - 18歳未満の子供がいる: 31.1% - 結婚・同居している夫婦: 59.4% - 未婚・離婚・死別女性が世帯主: 11.0% - 非家族世帯: 25.9% - 単身世帯: 23.9% - 65歳以上の老人1人暮らし: 13.3% - 平均構成人数 - 世帯: 2.69人 - 家族: 3.20人 収入と家計 - 収入の中央値 - 世帯: 28,211米ドル - 家族: 32,745米ドル - 性別 - 男性: 27,259米ドル - 女性: 16,739米ドル - 人口1人あたり収入: 15,011米ドル - 貧困線以下 - 対人口: 19.7% - 対家族数: 16.4% - 18歳未満: 29.2% - 65歳以上: 12.8% |

## 都市と町
- アッカリー
- クロンダイク、未編入の町
- ラミーサ - 郡庁所在地
- ロスイバネス
- オドネル
- パトリシア、未編入の町
- ウェルチ、未編入の町